# Мазенело (Верона)
Мазенело је насеље у Италији у округу Верона, региону Венето.
Према процени из 2011. у насељу је живело 6 становника. Насеље се налази на надморској висини од 1214 м.